# Pilot Pen Tennis 2010

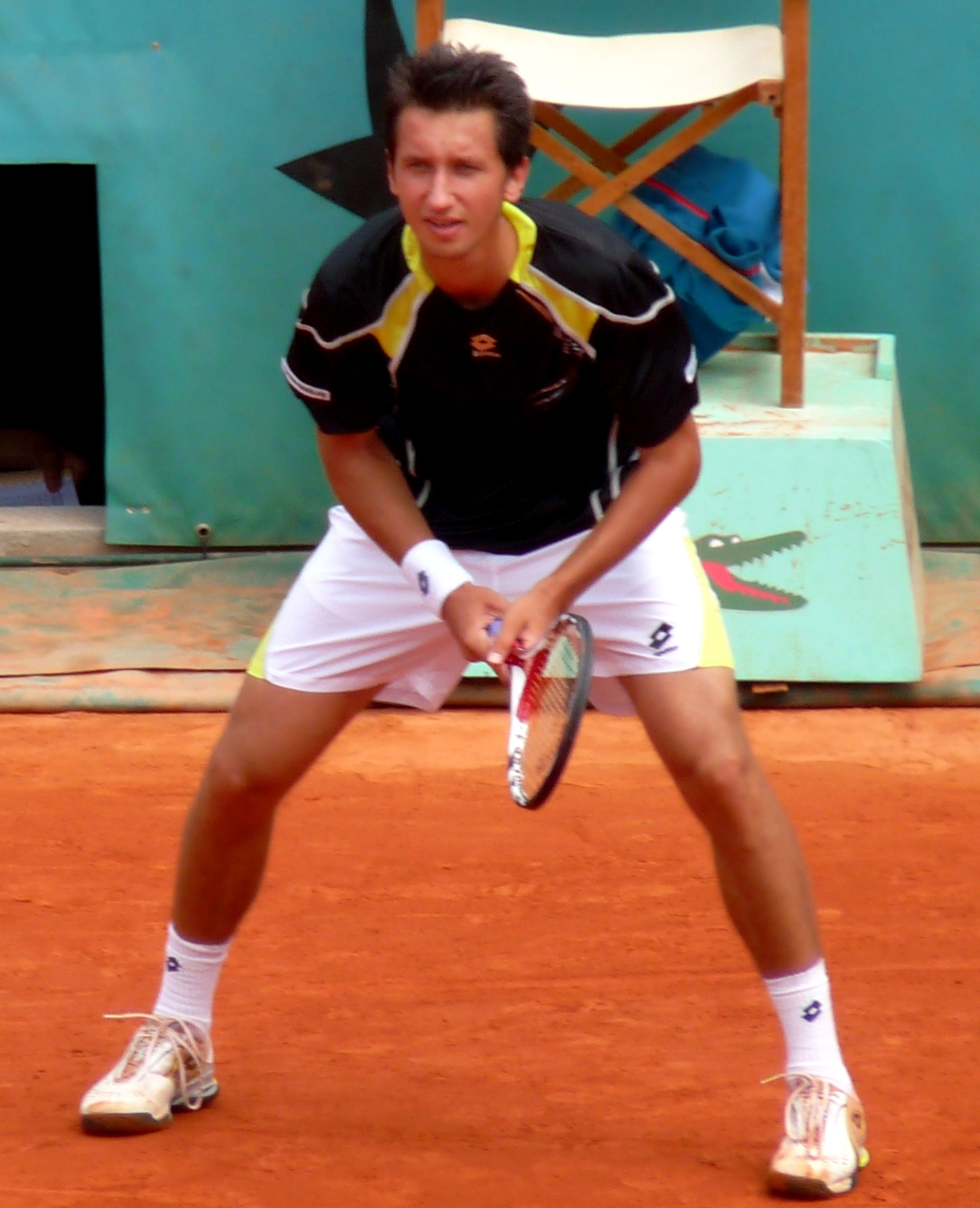
Победитель одиночного турнира — украинец Сергей Стаховский

Pilot Pen Tennis 2010 — ежегодный профессиональный теннисный турнир в серии ATP 250 для мужчин и WTA Premier для женщин. Турнир игрался с 23 по 28 августа.
Победители предыдущего розыгрыша соревнований:
- в мужском одиночном разряде —  Фернандо Вердаско
- в женском одиночном разряде —  Каролина Возняцки
- в мужском парном разряде —  Юлиан Ноул и  Юрген Мельцер
- в женском парном разряде —  Нурия Льягостера Вивес и  Мария Хосе Мартинес Санчес

## US Open Series

### Мужчины
К шестой соревновательной неделе борьба за бонусные призовые выглядела следующим образом:
| Место | Игрок           | Турниров 1 | Побед | Очков |
| ----- | --------------- | ---------- | ----- | ----- |
| 1     | Энди Маррей     | 3          | 1     | 170   |
| 2     | Роджер Федерер  | 2          | 1     | 170   |
| 3     | Марди Фиш       | 2          | 1     | 140   |
| 4     | Давид Налбандян | 3          | 1     | 110   |
| 5     | Маркос Багдатис | 3          |       | 105   |
| 6-9   | Новак Джокович  | 2          |       | 70    |
| 6-9   | Рафаэль Надаль  | 2          |       | 70    |
| 6-9   | Сэм Куэрри      | 1          | 1     | 70    |
| 6-9   | Энди Роддик     | 2          |       | 70    |
| 10    | Томаш Бердых    | 3          |       | 55    |

* — Золотым цветом выделены участники турнира.
1 — Количество турниров серии, в которых данный участник достиг четвертьфинала и выше (Premier) или 1/8 финала и выше (Premier 5 и Premier Mandatory)

### Женщины
К пятой соревновательной неделе борьба за бонусные призовые выглядела следующим образом:
| Место | Игрок                  | Турниров 1 | Побед | Очков |
| ----- | ---------------------- | ---------- | ----- | ----- |
| 1     | Ким Клейстерс          | 2          | 1     | 125   |
| 2-5   | Виктория Азаренко      | 2          | 1     | 115   |
| 2-5   | Светлана Кузнецова     | 2          | 1     | 115   |
| 2-5   | Мария Шарапова         | 2          |       | 115   |
| 2-5   | Каролина Возняцки      | 2          | 1     | 115   |
| 6     | Агнешка Радваньская    | 4          |       | 100   |
| 7     | Вера Звонарёва         | 2          |       | 85    |
| 8-9   | Марион Бартоли         | 3          |       | 65    |
| 8-9   | Флавия Пеннетта        | 3          |       | 65    |
| 10-11 | Ана Иванович           | 1          |       | 45    |
| 10-11 | Анастасия Павлюченкова | 1          |       | 45    |

* — Золотым цветом выделены участники турнира.
1 — Количество турниров серии, в которых данный участник достиг четвертьфинала и выше (Premier) или 1/8 финала и выше (Premier 5 и Premier Mandatory)

## Соревнования

### Мужчины. Одиночный турнир
Сергей Стаховский обыграл  Дениса Истомина со счётом 3—6, 6—3, 6—4.
- Стаховский выигрывает второй титул в году.
- Истомин проиграл свой первый финал в ATP.

### Женщины. Одиночный турнир
Каролина Возняцки обыграла  Надежду Петрову со счётом 6-3, 3-6, 6-3.
- Возняцки выигрывает 4й титул в году.
- Возняцки выигрывает турнир в Нью-Хейвене 3й год подряд, одержав за это время 13 побед.

### Мужчины. Парный турнир
Роберт Линдстедт /  Хория Текэу обыграли  Рохана Бопанну /  Айсама-уль-Хака Куреши со счётом 6-4, 7-5.
- Линдстедт выигрывает свой 4й титул в году.
- Текэу побеждает на турнире в 5й раз.

### Женщины. Парный турнир
Квета Пешке /  Катарина Среботник обыграли  Бетани Маттек-Сандс /  Меганн Шонесси со счётом 7-5, 6-0.
- Пешке выигрывает третий турнир в году, а Среботник — второй.
- Маттек-Сандс уступает третий финал в году, а Шонесси — второй.